# Бени Ганц
Бенямин Ганц (иврит: בִּנְיָמִין גַּנְץ) е израелски военен и политик, 17-и председател на Кнесета (26 март 2020 – 17 май 2020).
Той е бил 20-и началник на Генералния щаб на Израелските сили за отбрана от 2011 до 2015 г. На 20 април 2020 г. Ганц се съгласява да се присъедини в правителство на националното единство на ротационен принцип начело с министър-председателя Бенямин Нетаняху, който ще управлява 18 месеца и след това Ганц ще поеме поста на министър-председател.
През декември 2018 г. той създаде нова политическа партия, наречена Израелска партия на Устойчивостта. Партията по-късно се съюзи с партиите Телем и Йеш Атид, за да образуват коалицията „Синьо и бяло“ (на иврит: כָּחוֹל לָבָן). За символ на коалицията са избрани цветовете на израелския национален флаг.
Партийната платформа „Синьо и бяло“ на Ганц включва въвеждане на министерски ограничения за мандатните срокове, забрана на обвиняемите политици да служат в Кнесета, изменение на закона за националната държава, за да включва израелските малцинства, ограничаване на властта на Главния равин на Израел над браковете, инвестиране в ранно образование, разширяване на здравеопазването и въвеждане на преговори с Палестинската администрация за мирно споразумение.
В периода (26 март 2020 – 17 май 2020) Ганц служи като председател на Кнесета, докато не подава оставка за да стане заместник министър-председател и министър на отбраната.
Правителството на националното правителство, в което Ганц ще служи като вицепремиер и министър на отбраната встъпи в длъжност на 17 май 2020 г. след повече от година на политическа криза и след проведени три парламентарни избора: два през 2019 г. и един през 2020 г.